# Doctor Who (sèrie 3)
|  | Aquest article tracta sobre la sèrie de 2007. Si cerqueu la temporada de 1965-1966, vegeu «Doctor Who (temporada 2)». |

La tercera sèrie de televisió britànica de ciència-ficció Doctor Who va ser precedida per l'especial de Nadal de 2006 "la núvia fugitiva ". Després de l'especial, es va transmetre una sèrie regular de tretze episodis, començant amb " Smith i Jones", el 31 de març de 2007. A més es van produir i transmetre 13 capítols animats (equivalent a una episodi regular) com a part de  Totally Doctor Who .
En la nova sèrie David Tennant continua encarnant al doctor, mentre que introdueix Freema Agyeman com la seva nova companya Martha Jones, alhora que deixa la sèrie Billie Piper com a Rose Tyler.

## Llista d'episodis
| Núm. d'història | Episodi | Títol                                           | Directors        | Guionistes        | Data d'estrena al Regne Unit | Data d'estrena a Catalunya |
| --- | ------- | ----------------------------------------------- | ---------------- | ----------------- | ---------------------------- | -------------------------- |
| 179 | 1       | Smith i Jones Smith and Jones                   | Charles Palmer   | Russell T Davies  | 31 de març del 2007          | 8 de maig de 2008          |
| Des que el Doctor entra a la vida d'una estudiant de medicina, la Martha Jones, aquesta canvia per sempre. Plegats viatjaran a través del temps i l'espai i toparan amb esdeveniments extraordinaris, mons increïbles i cares noves però també cares conegudes. A la Londres elisabetiana, es troben amb William Shakespeare al Globe Theatre, on unes criatures amb aspecte de bruixes estan tramant un pla per crear un imperi Carrionita a la Terra. |         |                                                 |                  |                   |                              |                            |
| |         |                                                 |                  |                   |                              |                            |
| 180 | 2       | El codi Shakespeare The Shakespeare Code        | Charles Palmer   | Gareth Roberts    | 7 d'abril del 2007           | 9 de maig de 2008          |
| El primer viatge de la Martha al Tardis la durà enrere en el temps, fins a l'Anglaterra elisabetiana. Allà, ella i el Doctor troben William Shakespeare (Dean Lennox Kelly) atrapat per unes criatures mortals amb aspecte de bruixes contra les quals hauran de lluitar des del naixement de l'univers per evitar que la història quedi modificada per sempre.                                                                                         |         |                                                 |                  |                   |                              |                            |
| |         |                                                 |                  |                   |                              |                            |
| 181 | 3       | Embús Gridlock                                  | Richard Clark    | Russell T Davies  | 14 d'abril del 2007          | 12 de maig de 2008         |
| El Doctor s'endú la Martha fins al planeta Nova Terra, en el futur llunyà. Però quan veuen que els carrers estan sota el control dels sinistres Pharamacists no tenen altra alternativa que prescindir de l'ordalia del misteriós Motorway per tal de revelar el secret aterridor que s'amaga al cor de la ciutat. |         |                                                 |                  |                   |                              |                            |
| |         |                                                 |                  |                   |                              |                            |
| 182a | 4       | Dàleks a Manhattan Daleks in Manhattan          | James Strong     | Helen Raynor      | 21 d'abril del 2007          | 13 de maig de 2008         |
| El Tardis aterra a la Nova York de l'any 1930. En plena Gran Depressió, la gent està desapareixent del mapa. Els salvatges Pig Men s'oculten a les clavegueres i, al capdamunt de l'Empire State, els eterns enemics del Doctor estan ben enfeinats preparant el seu pla més audaç. |         |                                                 |                  |                   |                              |                            |
| |         |                                                 |                  |                   |                              |                            |
| 182b | 5       | L'evolució dels Dàleks Evolution of the Daleks  | James Strong     | Helen Raynor      | 28 d'abril del 2007          | 14 de maig de 2008         |
| El Dalek Sec s'ha reencarnat en home i ara planeja construir un imperi Dalek a la Nova York dels anys trenta. Mentre la Martha es debat entre la vida i la mort al capdamunt de l'Empire State, el Doctor ha d'acceptar una aliança infame per poder canviar la història dels Dalek per sempre més. |         |                                                 |                  |                   |                              |                            |
| |         |                                                 |                  |                   |                              |                            |
| 183 | 6       | L'experiment Lazarus The Lazarus Experiment     | Richard Clark    | Stephen Greenhorn | 5 de maig del 2007           | 15 de maig de 2008         |
| La Martha torna a casa. Podria ser el final dels seus viatges amb el Doctor? Ara bé, quan la Martha descobreix que la seva família ha caigut en la trampa del professor Lazarus (Mark Gatiss) i el seu aparell de manipulació genètica, comença una batalla per la supervivència, ja que l'ADN humà està començant a adoptar una forma monstruosa. |         |                                                 |                  |                   |                              |                            |
| |         |                                                 |                  |                   |                              |                            |
| 184 | 7       | 42                                              | Graeme Harper    | Chris Chibnall    | 19 de maig del 2007          | 16 de maig de 2008         |
| En una galàxia molt distant, una nau espacial completament fora de control es precipita cap a un sol roent amb el Doctor i la Martha atrapats a bord. Només tenen 42 minuts per descobrir els sabotejadors, però una força misteriosa comença a posseir la tripulació de la nau. El temps s'està esgotant. |         |                                                 |                  |                   |                              |                            |
| |         |                                                 |                  |                   |                              |                            |
| 185a | 8       | Naturalesa humana Human Nature                  | Charles Palmer   | Paul Cornell      | 26 de maig del 2007          | 19 de maig de 2008         |
| Anglaterra, any 1913. Un mestre d'escola com qualsevol altre, anomenat John Smith, somia amb aventures a través de l'espai i el temps amb una misteriosa caixa blava. Quan un bon dia unes llums al cel anuncien l'arribada de quelcom estrany i terrible, l'assistenta del mestre Smith, la Martha, l'ha de convèncer que ell és l'únic que pot salvar el món.                                                                                         |         |                                                 |                  |                   |                              |                            |
| |         |                                                 |                  |                   |                              |                            |
| 185b | 9       | La família de sang The Family of Blood          | Charles Palmer   | Paul Cornell      | 2 de juny del 2007           | 20 de maig de 2008         |
| Anglaterra, 1913. La guerra s'ha anticipat un any quan la família aterradora va a la caça del Doctor. Mentre John Smith es nega a acceptar el seu destí com a Senyor del Temps, les dones de la seva vida, la Martha i la Joan, es veuen obligades a prendre mesures horribles per salvar la humanitat. |         |                                                 |                  |                   |                              |                            |
| |         |                                                 |                  |                   |                              |                            |
| 186 | 10      | Parpelleig Blink                                | Hettie MacDonald | Steven Moffat     | 9 de juny del 2007           | 21 de maig de 2008         |
| En una casa vella i abandonada hi ha els àngels ploraners que esperen. De cop i volta, la gent comença a desaparèixer. Una jove de nom Sally troba missatges críptics escrits el 1969, missatges d'un misteriós estrany anomenat el Doctor. Podrà desxifrar-los abans que els àngels reclamin el seu preu? |         |                                                 |                  |                   |                              |                            |
| |         |                                                 |                  |                   |                              |                            |
| 187a | 11      | Utopia                                          | Graeme Harper    | Russell T Davies  | 16 de juny del 2007          | 22 de maig de 2008         |
| En Jack ha tornat! El capità Jack reapareix com un remolí en la vida del Doctor, però llavors el Tardis perd el control i s'embala cap a la fi de l'univers. Allà troben l'espècie salvatge del futur governant la jungla, mentre un professor solitari intenta, debades, salvar els últims supervivents de la raça humana. |         |                                                 |                  |                   |                              |                            |
| |         |                                                 |                  |                   |                              |                            |
| 187b | 12      | El so dels tambors The Sound of Drums           | Colin Teague     | Russell T Davies  | 23 de juny del 2007          | 23 de maig de 2008         |
| Harry Saxon es converteix en primer ministre i a partir d'aquí comença el seu regnat de terror. L'anunci del primer contacte humà amb una raça alienígena, els Toclafane, és només el principi de la seva llarga llista d'ambicions. Un pla agosarat, que s'estén al llarg tot l'espai i el temps, comença a cenyir-se al voltant de la Terra. (Artista convidat: John Simm)                                                                            |         |                                                 |                  |                   |                              |                            |
| |         |                                                 |                  |                   |                              |                            |
| 187c | 13      | L'últim senyor del temps Last of the Time Lords | Colin Teague     | Russell T Davies  | 30 de juny del 2007          | 26 de maig de 2008         |
| La Terra ha estat conquerida i el Master impera per sobre de tot, amb el Doctor indefens agafat pres. Tota l'espècie humana ha quedat reduïda a l'esclavitud amb l'arribada dels temibles vaixells de guerra d'un nou imperi del Senyor del Temps renascut de les cendres. Només la Martha Jones pot salvar el món... |         |                                                 |                  |                   |                              |                            |
| |         |                                                 |                  |                   |                              |                            |